# صابر جاء للشاي
صابر جاء للشاي هي مسرحية قصيرة درامية كتبها بشكل تعاوني الفنانان اليمنيان في المنفى الثنائي صابر بامطرف وشذى التوي، إلى جانب الشاعر الفلسطيني غازي حسين والكاتب والمخرج المسرحي الإسكتلندي روبرت راي. عُرضت المسرحية لأول مرة في أكتوبر 2021 في مركز ساوثسايد المجتمعي، إدنبرة.
بدعم من منظمة آرت27اسكتلندا (Art27Scotland)، وصندوق حماية الفنانين (APF) التابع لمعهد التعليم الدولي (IIE)، والمعهد العالي للعلوم الإنسانية (IASH) في جامعة إدنبرة، يدمج الإنتاج عناصر من الموسيقى الأصلية والوسائط المتعددة. وبناءً على أحداث واقعية، تروي المسرحية قصة زوجين يمنيَّين شابين يتأقلمان مع التقاليد الثقافية والطموحات الشخصية في ظل التوقعات المجتمعية والصراعات.

## الخلفية
انتقل بامطرف والتوي إلى إدنبرة في نوفمبر 2020 بدعم من صندوق حماية الفنانين، بعد أن شكّل تصاعد الحرب الأهلية في اليمن خطرًا كبيرًا على أنشطتهما الفنية. وقد ظهر الزوجان سابقًا في الفيلم الوثائقي القصير "صوت قزح"، الذي استكشف ممارستهما الفنية المشتركة وموضوعات عن حرية المرأة والقيود المجتمعية في اليمن. وقد أثار الفيلم جدلاً وانتقادات من قبل جماعة الحوثي، مما أدى إلى توجيه تهديدات لهما. وبعد انتقالهما إلى إدنبرة، برزت مسرحية "صابر جاء للشاي" كأحد نتائج البحوث الإبداعية لزمالاتهما في جامعة إدنبرة.
في الوقت نفسه، كانت منظمة آرت27اسكتلندا، وهي منظمة جديدة تأسست في إدنبرة بواسطة روبرت راي وهيلين ترو وتركز على الحقوق الثقافية، تسعى للتواصل مع فنانين من خلفيات متنوعة. وعلق روبرت راي، بعد لقائه مع بامطرف والتوي، في مقابلة مع صحيفة ذا ناشيونال قائلاً: "لقد أدركت أن هناك فرصة حقيقية في سياق ما تقوم به آرت27اسكتلندا".

## الحبكة الروائية والمواضيع
تدور أحداث المسرحية في بيت تقليدي لعائلة حضرمية، وتتمحور حول عريس شاب يزور عائلة زوجته الجديدة في قرية ريفية. ويتعمق السرد في العادات الثقافية، لاسيما تقاليد الفصل بين الجنسين في حضرموت، حيث يُفصل الرجال والنساء بواسطة ستارة خلال التجمعات العائلية أثناء تقديم الشاي البخاري – وهو شاي مبخر يُقدّم ضمن العادات الحضرمية باستخدام أدوات شاي خاصة. ومن خلال هذا السياق، تتطرق المسرحية للديناميات الاجتماعية والأدوار الجندرية والتوتر بين التقاليد والحداثة.
استنادًا إلى تجارب الزوجين الواقعية، تُدخل المسرحية منعطفًا دراميًا من خلال استقصاء ما قد يحدث في حال تحدي هذه الأدوار المجتمعية الصارمة. وتتناول النتائج المحتملة والآراء المتباينة، بالإضافة إلى التفاعل المعقد بين الأجيال والديناميات الثقافية المتقاطعة داخل مجتمع محافظ، إلى جانب التحديات الناجمة عن الصراع اليمني المستمر.
تُعرض الدراما باللغة العربية مع ترجمة إنجليزية حية، ويصاحبها عناصر بصرية تشمل لقطات من الحرب الأهلية في اليمن ومقاطع من الفيلم الوثائقي "صوت قزح". وأشار المخرج روبرت راي في مقابلة إلى أن المسرحية توظف تباينًا بين دمار الحرب وجمال الثقافة اليمنية.

## استيحاء الفكرة
استُلهمت مسرحية "صابر جاء للشاي" من تجارب حقيقية مر بها بامطرف والتوي في بدايات زواجهما، بما في ذلك اضطرارهما للعيش منفصلين بسبب ظروف الحرب الأهلية ومعاناتهما مع التوقعات المجتمعية. نشأ مفهوم المسرحية مع بامطرف والتوي أثناء وجودهما في اليمن؛ إلا أن الحساسيات الاجتماعية منعت تطوير الفكرة بشكل أكبر. وبعد تقديم فكرتهما للمخرج روبرت راي في إدنبرة، تعاونا معه لتحويل تجاربهما إلى سرد مسرحي، وهي نتيجة فاقت توقعاتهما، كما ورد في مقابلة مع منصة شباب هاوس.
كان هدف الزوجين هو تعريف الجمهور الإسكتلندي بالعادات الثقافية اليمنية، مستخدمين المسرحية كوسيلة لتعزيز التفاهم بين الثقافات. وعلى الرغم من استلهام الفكرة من الحدث الواقعي الذي تمثل في أول زيارة قام بها صابر إلى قرية شذى وتفاعله مع تقاليدهم، فقد أضافا منعطفًا دراميًا بطرح السؤال: "ماذا لو تم كسر هذه الأدوار العائلية داخل الغرفة؟" كما أوضح بامطرف في مقابلة مع شباب هاوس. وقد أضفت هذه الإضافة عمقًا دراميًا على السرد المسرحي.
يُعد عنوان المسرحية محاكيًا لعنوان رواية الاطفال الشهيرة "النمر الذي جاء للشاي" (The Tiger who Came to Tea).

## الطاقم والأدوار
ضمَّ الطاقم الأصلي:
- شذى التوي بدور أفنان (العروس)
- صابر بامطرف بدور صابر (العريس)
- غازي حسين بدور العم علي (عم أفنان)
- أحمد علي بدور خالد (صهر أفنان)
- وسيم أبوغلين بدور أحمد (أب أفنان)
- سهام علي بدور فاطمة (أم أفنان)
- عزة ضيف الله بدور أروى (عمة أفنان)

وأشارت شذى التوي إلى أن تجسيد شخصية مستوحاة من تجاربها الشخصية كان أمرًا عاطفيًا مرهقًا، فقررت تغيير اسم الشخصية لتخفيف العبء العاطفي.

## الموسيقى
يتضمن العرض الموسيقي عزفًا حيًا على خشبة المسرح، مع أربع مؤلفات أَلَفّهَا ونَفَّذهَا على البيانو الفنان صابر بامطرف، يرفقة الموسيقيون الإسكتلنديون فيل ويستويل (على آلة "مزمار القربة" والفلوت) وكاثرين كامبل (على التشيلو). وقد تم أداء ثلاث من المؤلفات كمقدمة للمسرحية، فيما ظهرت القطعة النهائية في الخاتمة.
تشمل المؤلفات التي تم أداؤها في المسرحية:
- مرآة الخريف
- الأزقة
- العربية[2]
- اللوحة البيضاء

## العروض

### مركز ساوثسايد المجتمعي (أكتوبر 2021)
تم عرض المسرحية لأول مرة على مدار ليلتين متتاليتين في مركز ساوثسايد المجتمعي بإدنبرة. وشمل الحدث ندوة حوارية مع بامطرف والتوي، أدارها نشطاء حقوق الإنسان وصحفيون مقيمون في المملكة المتحدة، من بينهم شايستا عزيز، وسامينا شودري، وياسمين لقمان. وقد تناولت النقاشات موضوعات تتعلق بدور الفن والنساء في المنفى وتأثير الصراع اليمني.
أُقيم الحدث بالتزامن مع معرض شذى التوي "هويات مشطوبة"، الذي حظي بدعم عدد من نواب البرلمان الإسكتلندي، بمن فيهم ممثلتي حزب العمال الاسكتلندي مثل سارة بوياك ومونيكا لينون. ويستكشف المعرض موضوعات تتماشى مع تلك التي تطرحها المسرحية، مثل التحديات التي تواجه النساء اليمنيات اللاتي يضطررن إلى إخفاء هوياتهن.
يُعتبر هذا الحدث أول إنتاج مسرحي يُقدم بواسطة فنانين يمنيين في إسكتلندا.

### مسارح زوو (ZOO) في مهرجان فرينج إدنبرة (أغسطس 2022)
أُعيد تقديم مسرحية "صابر جاء للشاي" في إدنبرة فرينج في أغسطس 2022، ضمن سلسلة "فيرست-هاند" (Firsthand) التابعة لمنظمة آرت27اسكتلندا في مسارح الزوو (ZOO). واستمر العرض لمدة يومين، وتلقى تفاعلاً إيجابيًا من قبل الجمهور والنقاد على حدٍ سواء.

## التلقي وردود الفعل
لاقى العرض المسرحي استحسانًا واسعًا من قبل الجاليات المختلفة في إدنبرة وكذلك من قبل النقاد. وقد انغمس الجمهور في مزيج من الموسيقى والوسائط المتعددة والسرد الروائي. وأشاد النقاد بقدرة المسرحية على تقديم نظرة ثاقبة للثقافة اليمنية مع تناول موضوعات عالمية مثل الحب والتقاليد والتعايش. كما نالت موسيقى بامطرف، وخصوصًا القطعة "العربية"، الثناء لدورها في تعزيز السرد وإيجاد صلة عاطفية مع الجمهور.